# 阮文誠

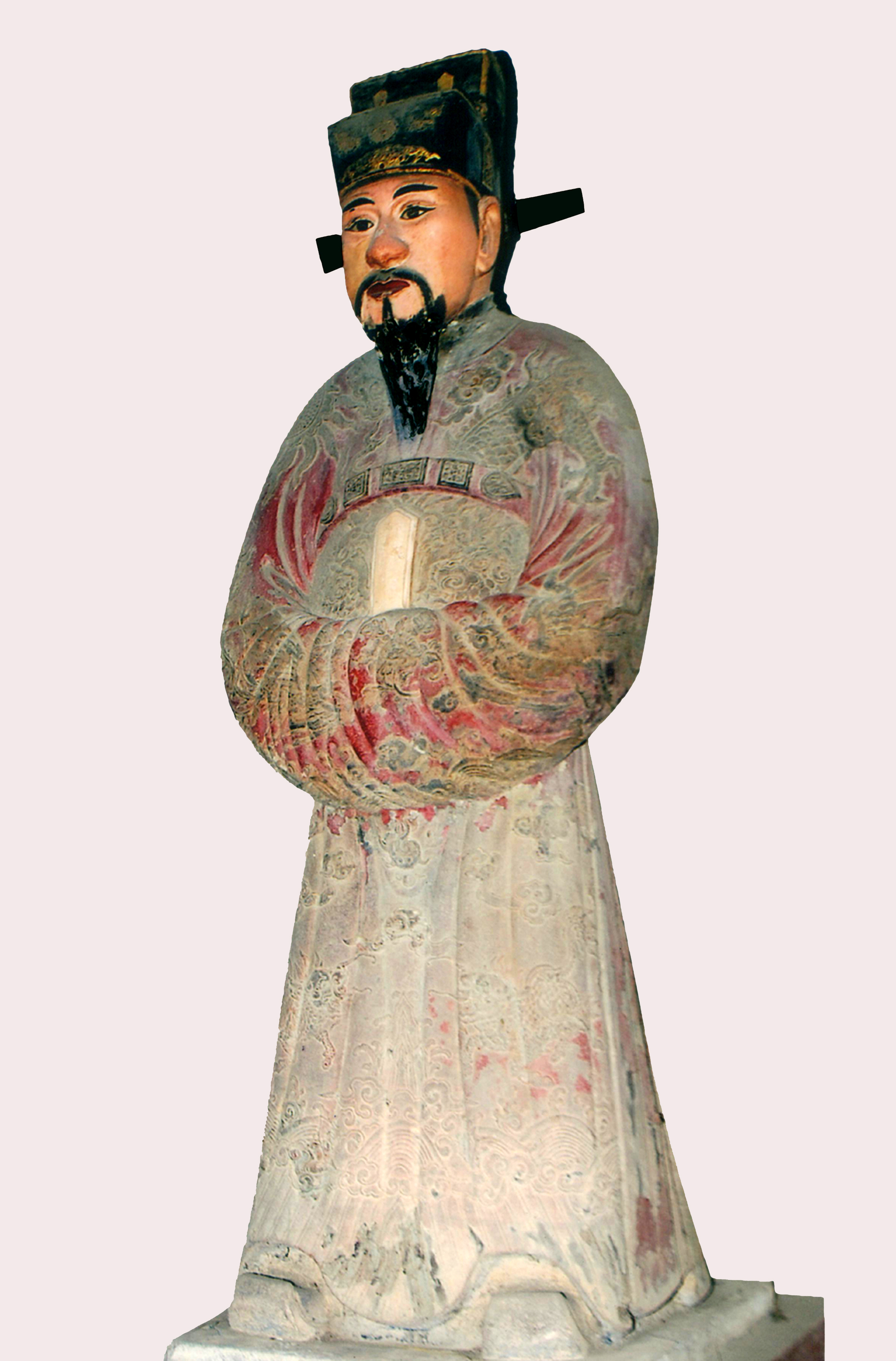
位於順化的阮文誠塑像

阮文诚（越南语：／，1758年—1817年），越南阮朝初期将领。

## 生平
阮文诚是顺化的肇丰府广田县（今承天顺化省广田县）人。西山起义爆发之后，郑主趁机南下伐阮，他到嘉定（今胡志明市）辅佐阮福淳抗击西山军。阮福淳遇害后，他追随阮福映，继续抗击西山军。1783年，嘉定为西山军所破，跟阮福映出奔暹罗。
1785年，在暹罗的支持下，阮文诚等人奉阮福映归国，率兵参加沥涔吹蔑之战，战败后，与阮福映仍奔暹罗避难，寓居龙邱。当时暹罗与缅甸发生战争，为了避免暹罗王拉玛一世的猜忌，阮福映派他和黎文勾率兵参战，支持暹罗。
1787年，阮文诚随阮福映回到嘉定。在阮主逐渐站稳脚跟后，于1790年派阮文诚、黎文勾攻打平顺府，但失败。此后，又在1792年率水军突袭了施耐港，大破西山军。翌年率兵顺利攻取了平顺府，随后被调去镇守重镇延庆城。1798年，西山朝孝公阮文宝据归仁叛乱，欲降阮主。阮文诚率兵支援，但未到达时阮文宝就被西山朝诛杀。翌年，阮主北伐，阮文诚在石津大破西山朝的武文勇部，阮军乘胜攻占了归仁城，改名为平定城。
1802年阮朝建立，阮文诚被封为掌前军营。西山朝势力被灭后，阮文诚被任命为北城总镇，负责管理刚刚平定的北城的一切事务。1810年被召回顺化，担任中军一职。翌年，阮朝厘定法律，阮文诚被任命为总裁，参照中国的《大清律》，编纂了《嘉隆律书》（当时称为《皇朝律例》）二十二卷。1815年，获得阮福映的批准颁行。
阮文诚与黎文悦不睦，甚至达到水火不容的局面。1817年，黎文悦告发其子阮文诠写反诗，图谋不轨。阮福映将阮文诚父子逮捕下狱，令黎文悦审问。黎文悦迫使阮文诠认罪。阮福映令将阮文诠处斩。阮文诚因功免斩，赐毒药自尽。